# Полидект
Полидект је у грчкој митологији био краљ Серифоса, син Магнета и једне Најаде.

## Митологија
Када је Акрисије своју кћерку Данају и унука Персеја затворио у ковчег и бацио у море, ковчег је допловио до острва Серифос, где га је нашао Диктис. Он је прихватио мајку и дете, али се у њу заљубио његов брат, краљ Полидект. Данаја му није узвратила љубав и Полидект је помислио да је то због сина. Зато га је послао да му донесе Медузину главу. То је извео лукавством, јер је најавио да ће се удварати Хиподамији, за чију руку је морао да вози кочије, па је затражио да му се дарују коњи. Посрамљен што нема ништа да му да, Персеј је понудио Медузину главу. Полидект се понадао да Персеј неће успети у подухвату и да ће се претворити у камен, али се то ипак није десило. Када се Персеј вратио са похода, затекао је Диктиса и своју мајку како се моле боговима да их заштити од зловоље Полидекта. Зато је употребио Медузину главу и окаменио краља и његове пратиоце.